# 치찰음
치찰음(齒擦音, sibilant)은 닿소리를 발음할 때 공기가 좁은 틈을 치아 쪽으로 통과되면서 발생하는 마찰을 이용해서 내는 소리이다. 굳이 풀어서 설명하자면 치측 마찰음이 된다.
- [s̪] - 무성 치 치측 마찰음
- [z̪] - 유성 치 치측 마찰음
- [s] - 무성 치경 마찰음
- [z] - 유성 치경 마찰음
- [ʃ] - 무성 후치경 마찰음
- [ʒ] - 유성 후치경 마찰음
- [ɕ] - 무성 치경구개 마찰음
- [ʑ] - 유성 치경구개 마찰음
- [ʂ] - 무성 권설 마찰음
- [ʐ] - 유성 권설 마찰음

## 한국어
- ㅅ, ㅆ - 무성 치경 마찰음 [s] (/ㅣ/나 /ㅑ, ㅕ, ㅛ, ㅠ, ㅖ, ㅒ/ 앞에서는 무성 치경구개 마찰음 [ɕ])

## 같이 보기
- 쉽볼렛
- 무성 후치경 연구개 마찰음